# 七睡仙节

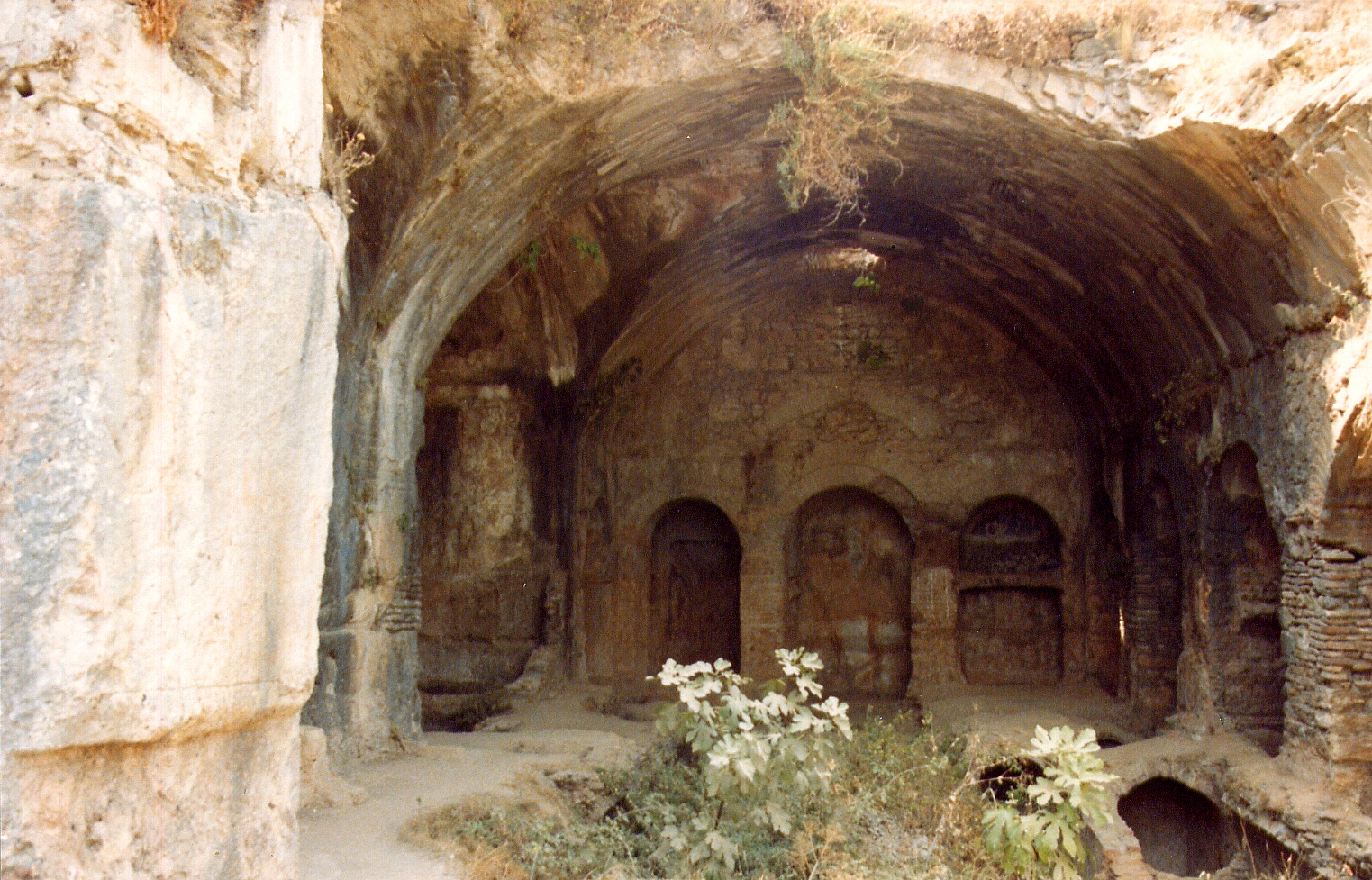
Seven Sleepers church near Ephesos, Turkey.

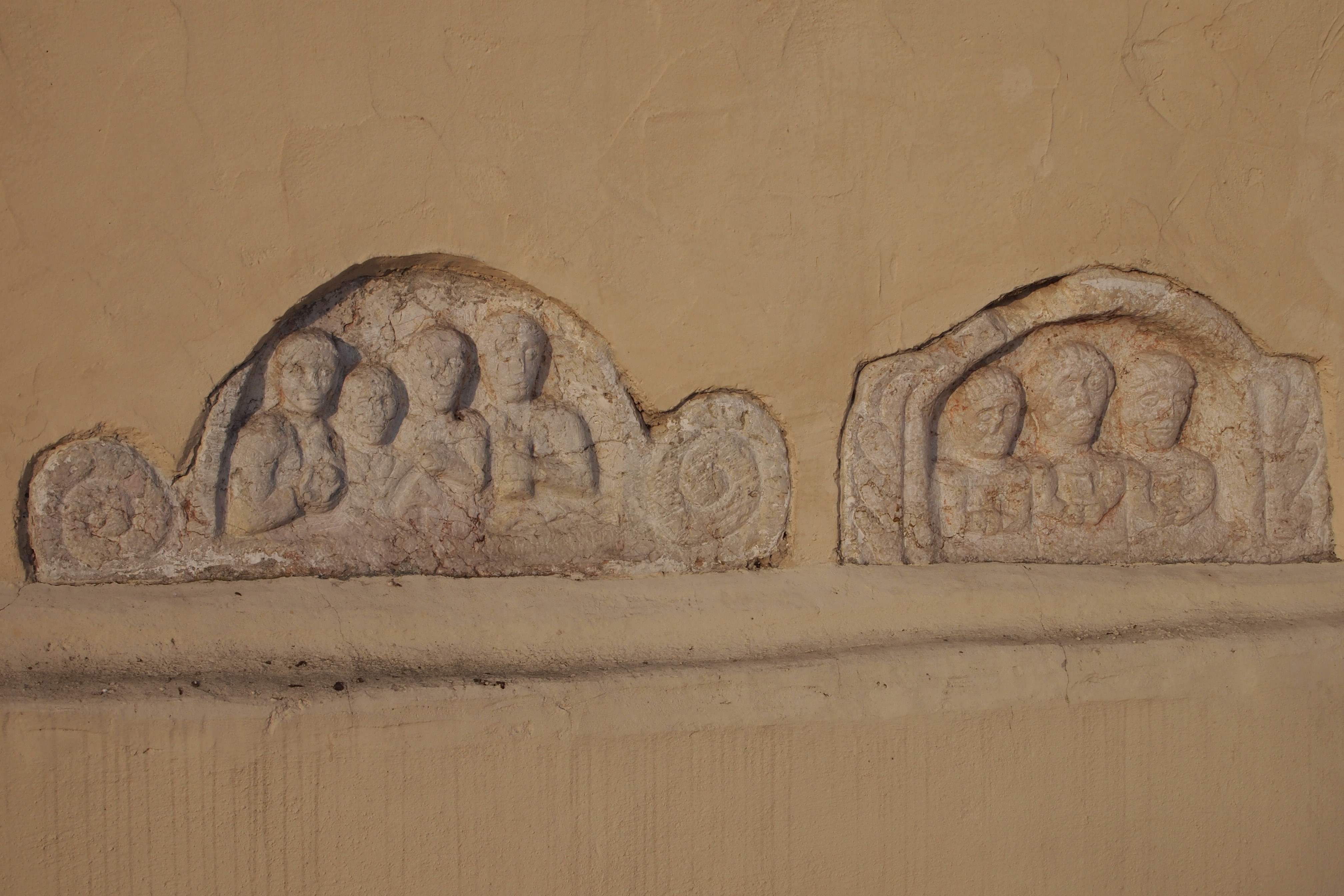
Headstones in the 睡鼠教堂

七睡仙节（德语：Siebenschläfertag）德国节日，每年6月27日，源自纪念基督教历史上的以弗所七睡仙事迹，德国农谚节气。该节日没有公休，照常工作。该节日与啮齿目动物“食用睡鼠”（德语俗称七睡仙）无关。
传说罗马帝国德西乌斯皇帝在位期间（公元249年－251年）迫害基督徒，有七个基督徒在以弗所附近的一个山洞躲避迫害，并在山洞里睡着，竟然睡了将近两百年。公元446年6月27日那天他们被意外发现，然后被唤醒，突然醒来。他们见证了复活的信仰，不久以后他们才死去。公元六世纪，这个传说被书面记载，有叙利亚文和希腊文，Gregor von Tours（538年－594年）首次翻译成拉丁文。在伊斯兰教的《古兰经》18∶9至26中也有山洞人的故事。
德国农谚“Siebenschläfer Regen – sieben Wochen Regen.”（七睡仙节下雨，下七周）“Scheint am Siebenschläfer Sonne, gibt es sieben Wochen Wonne”（七睡仙节天晴，七周晴）。